# Damphreux-Lugnez
Damphreux-Lugnez je obec ve švýcarském kantonu Jura. Žije zde 370 obyvatel.

## Geografie
Obec se nachází v nejsevernější části kantonu Jura, severně od Porrentruy, hlavního města oblasti Ajoie, na hranici s Francií.
Sousedními obcemi jsou Beurnevésin, Bonfol, Vendlincourt, Coeuve a Basse-Allaine v kantonu Jura a Réchésy a Courcelles v sousední Francii.

## Historie
Sloučení dvou doposud samostatných obcí Damphreux a Lugnez začalo v únoru 2020 zřízením komise pro sloučení. Ta byla pověřena sepsáním smlouvy o sloučení. Výsledky byly prezentovány na informačních akcích v květnu a listopadu 2021. Kantonální vláda schválila tuto dohodu v prosinci 2021, poté byla 13. února 2022 předložena oběma voličům. Smlouva byla přijata v Damphreux s 81 hlasy proti 21 (volební účast 70 %) a v Lugnez s 81 hlasy proti 24 (volební účast 72 %).
Od 1. ledna 2023 se stávající obce Damphreux a Lugnez sloučily a vytvořily novou obec Damphreux-Lugnez. Sídlem obecní správy je Damphreux.

## Doprava
Obec se nachází na dvou kantonálních silnicích. Jedna vede z Porrentruy přes Coeuve a Damphreux do Francie, druhá má číslo 246.1 a vede obcí na ose Montignez–Beurnevésin. Dvě místní části Damphreux a Lugnez jsou napojeny na veřejnou dopravu poštovní autobusovou linkou, která vede z Porrentruy do Beurnevésinu.